# Kim tán
Kim tán (danh pháp hai phần: Calanthe densiflora) là một loài địa lan.
Cây phân bố ở Ấn Độ, Đài Loan, Trung Quốc, Việt Nam. Tại Việt Nam, cây có mặt ở Sa Pa.